# Каролин (Каменецкий район)
Каролин (бел. Каралін) — деревня в Каменецком районе Брестской области Белоруссии. Входит в состав Верховичского сельсовета. Население — 264 человека (2019).

## География
Каролин находится в 10 км к северо-востоку от города Высокое и в 25 км к северо-западу от города Каменец. В 7 км к северо-западу проходит граница с Польшей, деревня включена в приграничную зону с особым порядком посещения. Через деревню проходит местная дорога Оберовщина — Верховичи — Януши.

## История
В середине XIX века Каролин был фольварком в составе имения Копылы, принадлежал К. Пусловскому, затем Ф. Пусловскому.
По переписи 1897 года деревня насчитывала 42 жителя. На стыке веков деревня перешла от Пусловских к Ротам.
Согласно Рижскому мирному договору (1921) деревня вошла в состав межвоенной Польши, где принадлежала Брестскому повету Полесского воеводства.
С 1939 года в составе БССР. Последний владелец имения, Виктор Рот, был арестован советскими властями и погиб вместе с братьями в 1940 году в Харькове.

## Достопримечательности
- От усадьбы Пусловских — Ротов сохранились только амбар и хозпостройка (конец XIX — начало XX века)